# Марко Деволски
Марко е висш православен духовник, деволски епископ на Българската патриаршия през X век.
Според най-старото житие на Наум Охридски, написано по поръка на епископ Марко Деволски, той е описан като един от учениците на Климент Охридски, поставен от българския цар Симеон I за четвърти епископ на словенския език („четвьртiй епископь вь словенскïй езыкъ бы῟ Дѣволы“) с резиденция в град Девол. Според Иван Снегаров останалите трима епископи вероятно са Методий, Климент и Константин.